# Joseph Hislop
Joseph Hislop, född 5 april 1884 i Edinburgh i Skottland, död 6 maj 1977 i Fife i Skottland, var en skotsk-svensk operasångare (tenor) och sångpedagog.

## Biografi
Hislop kom till Sverige från Skottland 1907 och studerade för läkaren Gillis Bratt. Han debuterade i titelrollen i Gounods Faust på Kungliga Teatern i Stockholm 1914. Efter fortsatta engagemang vid teatern lämnade han operan 1919 för engagemang i bland annat Milano, London, Buenos Aires och Australien. Italiensk till såväl rösttyp som temperament framträdde han främst i roller av Giuseppe Verdi och Giacomo Puccini.
Han var sånglärare vid Musikhögskolan i Stockholm 1937–1948, därefter i Storbritannien. Bland elever noteras såväl Birgit Nilsson som Jussi Björling. Bland hans elever fanns också kyrkosångaren Sven Björk och kyrkosångaren Carl-Erik Olivebring som var en mycket känd sångare i USA med egna radio- och TV-program. 
Joseph Hislop tilldelades medaljen Litteris et Artibus 1922. Han var far till sångerskan och skådespelerskan Geraldine Hislop.

## Diskografi
- Röster från Stockholmsoperan under 100 år. LP. HMV 7C 153-35350. 1977. - Innehåll:  102. Sånglektion hos Joseph Hislop på Musikhögskolan i Stockholm. Medverkande Hislop och Marianne Löfberg (sopran). Utdrag ur kärleksduetten i akt 1 av "Tosca" . Inspelat 1947-11-07.
- Grammofonskivan 100 år i Sverige : en dokumentation av de första 50 åren. Albophone ACD 99115. 1999. - Innehåll: 8. Mademoiselle Rococo (Melartin, Lybeck) Kungliga hovkapellet. Nils Grevillius, dirigent.
- 20 great tenors sing 20 great arias : vol. II. Pearl GEMM CD 9129. 1994. - Innehåll: 2. E il sol dell'anima (Ur: Rigoletto) (Verdi, Piave)